# Junior Jack
Vito Lucente (nacido el 31 de agosto de 1971 en Rutigliano) más conocido por su nombre artístico Junior Jack es un DJ y productor italiano de música house.

## Biografía
Nacido en Italia, aunque desde su adolescencia reside en Bruselas, Bélgica. En sus comienzos en la música produjo en varios proyectos de acid house y eurodance, la mayoría en colaboración con Eric Imhäuser. Sin embargo, su proyecto más famoso fue como productor fue en L'Album, el primer trabajo discográfico de la banda belga de synthpop y eurorap Benny B. En 1995, abandonó el género eurodance y adoptó el nombre de "Mr. Jack" (que más tarde se transformaría en Junior Jack), incursionando en la música house. Ingresó en el Top 40 del Reino Unido con los sencillos «My Feeling», «Thrill Me (Such a Thrill)», «E Samba», «Stupidisco» (publicada en 2004, la cual contiene el sample de «Dare Me» de Pointer Sisters. En 2007 fue relanzada como «Dare Me (Stupidisco)» una nueva versión con las voces de Shena, que eliminó el sample inicial de Pointer Sisters.) y «Da Hype», este último con las voces proporcionadas por Robert Smith de The Cure, en la que utiliza el sample de "I'm So Hot For You" original de Bobby Orlando. También ha trabajado con el artista de música disco Oliver Cheatman bajo el nombre de Room 5, encabezando en el año 2003, la lista de sencillos del Reino Unido con el sencillo «Make Luv», una versión de «(Get Down) Saturday Night» del propio Cheatman. Cuenta con dos álbumes de estudio, Trust It bajo el nombre de Junior Jack, y Music and You como Room 5, ambos lanzado por la discográfica PIAS Recordings.

Junior Jack también trabajo con Oliver Cheatman ,  bajo el nombre de Room 5 , logrando posicionarse en el #1 de la lista TOP  40 de Dance Europeo del Reino Unido con el sencillo 
"Make Luv", remix de  " (Get Down )" Saturday Night" el tema "E-Samba" se volvió la música más sonada en los clubes el  2003 
Ha remezclado las canciones de diversos artistas de la talla de Whitney Houston, Moby, Bob Sinclar y Utada. Ha trabajado extensamente en esta área con su socio, el productor ítalo-belga Kid Crème.

## Discografía

### Álbumes
- 1992 Walakota, como Wamblee
- 2003 Music & You, como Room 5
- 2004 Trust It, como Junior Jack

### Sencillos
Como Junior Jack
| Año  | Título                                       | Mejores posiciones en listas | Mejores posiciones en listas | Mejores posiciones en listas | Mejores posiciones en listas | Mejores posiciones en listas | Mejores posiciones en listas | Mejores posiciones en listas | Mejores posiciones en listas | Mejores posiciones en listas | Mejores posiciones en listas | Álbum               |
| Año  | Título                                       | BEL (Fla)                    | BEL (Val)                    | DIN                          | FIN                          | FRA                          | ITA                          | HOL                          | ESP                          | R.U.                         | EUA Dance                    | Álbum               |
| ---- | -------------------------------------------- | ---------------------------- | ---------------------------- | ---------------------------- | ---------------------------- | ---------------------------- | ---------------------------- | ---------------------------- | ---------------------------- | ---------------------------- | ---------------------------- | ------------------- |
| 1999 | «My Feeling»                                 | 40                           | —                            | —                            | —                            | 71                           | 40                           | —                            | 10                           | 31                           | 9                            | Sencillos sin álbum |
| 2000 | «U Look Fantastic» (vs. Richard Grey)        | —                            | —                            | —                            | —                            | —                            | —                            | —                            | —                            | —                            | —                            | Sencillos sin álbum |
| 2002 | «Thrill Me» (con Erick Morillo y Terra Deva) | 46                           | 58                           | —                            | —                            | —                            | 43                           | —                            | 20                           | 29                           | —                            | Trust It            |
| 2003 | «E Samba»                                    | 25                           | 38                           | 16                           | —                            | —                            | 34                           | 18                           | 6                            | 34                           | —                            | Trust It            |
| 2003 | «Da Hype» (con Robert Smith)                 | 19                           | 22                           | 17                           | —                            | 87                           | 19                           | 52                           | 9                            | 25                           | 1                            | Trust It            |
| 2004 | «Stupidisco»                                 | 14                           | 52                           | —                            | —                            | —                            | —                            | 31                           | —                            | 26                           | 1                            | Trust It            |
| 2006 | «See You Dancin'»                            | 47                           | 56                           | —                            | 8                            | —                            | 62                           | —                            | —                            | —                            | —                            | Sencillos sin álbum |
| 2006 | «Dare Me (Stupidisco)»                       | —                            | —                            | —                            | 14                           | —                            | —                            | —                            | —                            | 20                           | —                            | Sencillos sin álbum |

Room 5
- 2001 "Make Luv" (con Oliver Cheatham)
- 2003 "Make Luv" (re-release) (con Oliver Cheatham) #1 R.U.,[3] #34 AUS
- 2003 "Music & You" (con Oliver Cheatham) #38 R.U.[3]
- 2004 "U Got Me"
- 2005 "Make Luv (The 2005 Mixes)" (con Oliver Cheatham)

Mr Jack
- 1995 "Only House Muzik"
- 1996 "Wiggly World"
- 1997 "The Wiggly World 2 (Jack Is The One)" (con Brenda Edwards)
- 1997 "I Know" (con Olivier Gosseries)
- 1998 "Back From Hawaii EP" (con Olivier Gosseries)
- 1999 "Start!" (con Olivier Gosseries)
- 1999 "Only House Muzik - Remixes '99"
- 1999 "Voodoo Curse" (con Olivier Gosseries)

Benny B
Todas en colaboración con Amid Gharbaoui, Daddy K y Richard Quyssens
- 1990 "Qu'Est Ce Qu'On Fait Maintenant?"
- 1990 "Vous Êtes Fou"
- 1991 "Dis Moi Bébé"
- 1991 "Parce Qu'On Est Jeunes"
- 1992 "Dix Neuf Huit"
- 1992 "Est-Ce Que Je Peux"
- 1993 "Je T'Aime A L'Infini", con Eric Imhauser, Gregg Wakson, David Linx y François Gery

Producciones para Latino Brothers
Todas en colaboración con Terry Logist
- 1990 "Move It!", como One Shot
- 1993 "Don't Miss The Party", como One Shot
- 1993 "The Musik", como Latino Brothers
- 1994 "Can You See It", como Kaf'e
- 1994 "I'm In Love", como Fresh Mould
- 1995 "Come con Me", como Latino Brothers
- 1996 "Back In Town EP", como Kaf'e
- 1996 "Fantasy", como Kaf'e
- 1998 "Can You See It '98", como Kaf'e
- 2004 "Carnaval", como Latino Brothers

Hugh K.
Junto a Hugh Kanza y Eric Imhauser
- 1992 "Georgia On My Mind"
- 1993 "Shine On"
- 1994 "One More Time"
- 1995 "Shine On (Unreleased Dubs)"
- 1996 "Higher"

Other aliases
- 1990 "Coco Di Mamma", como Don Vito
- 1990 "Mais Vous Etes Sottes", como Suzy D (con Richard Quyssens, François Gery y Alain Deproost)
- 1991 "No Name", como F&V (con Frank Sels)
- 1991 "Anitouni", como Wamblee (con Francesco Palmeri)
- 1991 "Wa Na Pi", como Warble (con Francesco Palmeri)
- 1992 "I'm Sorry (Désolé Madame)", como R.I.P. (con Richard Quyssens y Eric Imhauser)
- 1992 "Atómico", como Redline (con Eric Imhauser)
- 1992 "It's Time To Sleep", como Nitrogena (con Eric Imhauser)
- 1993 "Jumping", como Redline (con Eric Imhauser)
- 1993 "Get To You", como Logic Dream (con F. Spindler)
- 1994 "4 U/Just Deep", como Deep Walker
- 1994 "Strange Day", como Marocco
- 1994 "People", como Family Groove
- 2001 "We Loved", como E-People (con Frank de Gryse y C. Robert Walker)
- 2001 "Tool #1", como Private Tools (con Kid Creme)
- 2002 "Chasing", como Maphia Ltd. (con Kid Creme)
- 2003 "Hidden Sun/Good Times", como Soho
- 2003 "Excuse Me!", como Nu Rican Kidz
- 2003 "Hold Me Up", como Glory (con Frank de Gryse y Jocelyn Brown)
- 2005 "Tool #2", como Private Tools (con Kid Creme)

Producciones para otros artistas
- 1993 Bart Herman - "Metropool" (con Eric Imhauser)
- 1994 Bart Herman - "Waterman" (con Eric Imhauser)
- 1994 Daddy K - "Voulez-Vous Coucher Avec Moi?" (con Eric Imhauser)
- 1997 Traisey Elana Williams - "Feel The Fire" (con Frank Degrees)
- 1998 Shelly Dee - "Party"
- 1999 Jerome Prister - "Lovin' Right Now" (con Conga Squad)
- 2001 Dajae - "Everyday My Life" (con Felix Da Housecat)

### Remixes
Lista seleccionada
- 1999: Soulsearcher – Do It To Me Again
- 2000: DJ Antoine vs. Mad Mark – Disco Sensation
- 2001: Dajae – Everyday My Life (Junior Jack Main Mix)
- 2001: ATFC feat. Lisa Millett – Sleep Talk
- 2001: Kluster feat. Ron Carroll – My Love
- 2002: Thick Dick – Insatiable (Junior Jack Vs. Kid Creme Remix)
- 2002: Moby – Extreme Ways
- 2002: Bob Sinclar – The Beat Goes On
- 2003: Seal – Get It Together
- 2003: Mylène Farmer – Optimistique-Moi
- 2003: Room 5 feat. Oliver Cheatham – Make Luv (JJ's Dub Edit)
- 2004: Room 5 – U Got Me (JJ Original Extended Version)
- 2004: Viktor Lazlo – Love to Love You Baby
- 2005: Kings of Tomorrow feat. Haze – Thru
- 2005: Bodyrockers – I Like the Way (Junior Jack "Rock da House" Remix)
- 2005: Utada – You Make Me Want To Be a Man
- 2005: Martin Solveig feat. Lee Fields – Jealousy